# 王胜 (1968年)
王胜（1968年3月—），中华人民共和国政治人物，中共党籍，生于山东阳谷。现任广东省人民政府副省长、第十三届全国人民代表大会广东省代表。

## 生平
1989年毕业于中山大学管理学院，毕业后进入广东省物价检查所工作，2001年任广东省物价局办公室副主任。2016年4月，任云浮市代市长。2018年，王胜被选为广东省出席第十三届全国人民代表大会代表。
2021年5月，任中共揭阳市委书记。
2024年9月，任广东省人民政府副省长，同年10月，不再兼任中共揭阳市委书记。